# Вільгельм Лемке
Вільгельм Лемке (нім. Wilhelm Lemke; 27 вересня 1920 — 4 грудня 1943) — німецький льотчик-ас винищувальної авіації, гауптман люфтваффе. Кавалер Лицарського хреста Залізного хреста з дубовим листям.

## Біографія
В 1939 році вступив в люфтваффе. Після закінчення авіаційного училища в листопаді 1941 року зарахований в 9-у ескадрилью 3-ї винищувальної ескадри. Учасник Німецько-радянської війни. З серпня 1942 року — командир 9-ї ескадрильї своєї ескадри. 16 березня 1943 року здобув свою 100-у перемогу. Влітку 1943 року група Лемке була переведена в Німеччину і взяла участь у боях з авіацією союзників. В листопаді 1943 року очолив 2-у групу 3-ї винищувальної ескадри. В бою з Р-47 літак Лемке (Bf.109G) був збитий і він загинув.
Всього за час бойових дій здійснив понад 700 бойових вильотів і збив 131 літак, з них 125 радянських (в тому числі 25 Іл-2).

## Звання
- Фанен-юнкер (листопад 1939)
- Фенріх (1940)
- Оберфенріх (1941)
- Лейтенант (листопад 1941)
- Оберлейтенант (1942)
- Гауптман (1 листопада 1943)

## Нагороди
- Нагрудний знак пілота
- Залізний хрест
  - 2-го класу (4 липня 1941)
  - 1-го класу (20 липня 1941)
- Почесний Кубок Люфтваффе (3 вересня 1941)
- Нагрудний знак «За поранення» в чорному
- Лицарський хрест Залізного хреста з дубовим листям
  - лицарський хрест (12 вересня 1942) — за 50 перемог.
  - дубове листя (№ 338; 25 листопада 1943) — за 125 перемог.
- Авіаційна планка винищувача в золоті з підвіскою